# Gelbkauz
Der Gelbkauz oder Gilbkauz (Strix fulvescens) ist eine Art aus der Familie der Eigentlichen Eulen (Strigidae). Er kommt ausschließlich in Zentralamerika vor.

## Merkmale
Mit einer Körpergröße von etwa 41 bis 44 Zentimetern ist der Gelbkauz innerhalb seiner Gattung eine große Art. Federohren fehlen. Der Gesichtsschleier ist blass ockerfarben mit einem auffallend dunklen Rand. Die Körperoberseite ist rostbraun mit weißlichen Flecken, die Unterseite ist blass rötlichbraun mit dunklen Längsstreifen. Lediglich die Vorderbrust ist quergestreift. Der Schnabel ist gelblich. Die Augen sind schwarzbraun.
Verwechslungsmöglichkeiten bestehen vor allem mit dem Streifenkauz. Diese Art ist jedoch deutlich größer, blasser und grauer gefärbt. Der Zebrakauz hat einen schwärzlichen Kopf mit einem dunklen Gesichtsschleier.

## Verbreitungsgebiet und Lebensraum
Das Verbreitungsgebiet des Gelbkauzes reicht vom Süden Mexikos bis nach Guatemala, El Salvador und Honduras. Vom Streifenkauz trennt ihn eine Lücke von etwa 50 bis 100 Kilometer. Die Barriere zwischen den beiden Arten bilden hohe Bergketten.
Der Gelbkauz ist ein Standvogel, der Kiefern-Eichenwälder und Feuchtwälder in Höhenlagen zwischen 1.200 und 3.000 Meter über Normalnull besiedelt.

## Lebensweise
Der Gelbkauz ist dämmerungs- und nachtaktiv. Er übertagt an gut beschatteten Stellen in Baumkronen und in Naturhöhlen. In seiner Lebensweise ähnelt er dem Waldkauz und dem Fleckenkauz.
Das Nahrungsspektrum des Gelbkauzes umfasst kleine Säuger und Kleinvögel, Frösche, Reptilien sowie Insekten. Er jagt gewöhnlich von einer Ansitzwarte aus. Als Nistgelegenheit nutzt er Baumhöhlen. Das Gelege umfasst in der Regel zwei bis drei, in Ausnahmefällen aber auch fünf Eier. Es brütet allein das Weibchen. Die Brutzeit beträgt 28 bis 30 Tage.

## Belege

### Einzelbelege
1. ↑   König et al., S. 377